# Alexander I van Joegoslavië
Alexander I Karađorđević (Servisch: Александар I Карађорђевић) (Cetinje, 16 december 1888 — Marseille, 9 oktober 1934), soms ook Alexander II, was van 1921 tot 1934 koning van het koninkrijk der Serven, Kroaten en Slovenen, dat vanaf 1929 Joegoslavië heette. Hij was de zoon van Peter I van Joegoslavië en Zorka van Montenegro, dochter van vorst Nicolaas I van Montenegro. Hij behoorde tot het huis Karađorđević.
Peter leefde ten tijde van Alexanders geboorte in ballingschap aangezien zijn vader Alexander Karađorđević van Servië in 1858 door vorst Miloš Obrenović was afgezet. Alexander bracht zijn kindertijd door in Montenegro en genoot later opleidingen in Genève en Sint-Petersburg. In 1903 werd de Servische koning Alexander Obrenović vermoord en het parlement bood Peter de kroon aan. Deze aanvaardde die en keerde samen met Alexander naar Servië terug.

## Regentschap
Alexander nam als commandant deel aan beide Balkanoorlogen en aan de Eerste Wereldoorlog. Hij werd op 11 juni 1914 door zijn vader, die gezondheidsproblemen had, als regent aangesteld. De Servische regering vluchtte in 1915 naar Korfoe aangezien het land zelf werd bezet door Oostenrijk-Hongarije. Na de Eerste Wereldoorlog keerde de regering weer terug naar Belgrado.
Op 1 december 1918 riep Alexander de vereniging van Servië, Montenegro en de Zuid-Slavische (Joegoslavische) gebieden van Oostenrijk-Hongarije uit tot het Koninkrijk der Serven, Kroaten en Slovenen. Zijn vader werd de eerste koning maar hijzelf bleef regent. De nieuwe staat werd gekenmerkt door interne conflicten aangezien de Serven het geheel nu als hun land beschouwden en het gebied centralistisch regeerden. De Kroaten en Slovenen verlangden meer zelfstandigheid en verschillende partijen, waaronder de al snel verboden Communistische Partij, streefden naar afschaffing van de monarchie.

## Koningschap
Na de dood van zijn vader op 16 augustus 1921 werd Alexander koning. Op 8 juni 1922 trad hij in het huwelijk met Marie van Hohenzollern-Sigmaringen, dochter van koning Ferdinand I van Roemenië. Een jaar later werd hun eerste zoon, de toekomstige koning Peter II, geboren. De hertog van York (de toekomstige koning George VI van het Verenigd Koninkrijk) reisde naar Belgrado af om peetoom van het kind te worden. Hij redde daar nog het leven van de kleine Peter door hem uit het doopvont te halen waar de patriarch hem in had laten vallen. De gehele plechtigheid door droeg hij zijn petekind op een kussen en ontving als dank een set met de hand geborduurd ondergoed.
In tegenstelling tot zijn vader, die de regering grotendeels aan het parlement had overgelaten, bemoeide Alexander zich van het begin af aan met de politiek. Hij wenste echter als constitutioneel monarch te regeren. Hij zette het centralistische en monarchistische beleid voort, maar trachtte de invloed van premier Nikola Pašić af te zwakken. Ook sloot hij allianties met Frankrijk en Roemenië om de positie van zijn land veilig te stellen.
De politieke situatie in Joegoslavië bleef echter chaotisch. In juni 1928 schoot een Montenegrijnse afgevaardigde in het parlement twee leden van de Kroatische boerenpartij dood en verwondde er nog eens drie. De spanningen namen toe en op 1 januari 1929 besloot Alexander het heft dan maar in eigen handen te nemen. Hij stelde de grondwet buiten werking, zond het parlement heen, ontbond de politieke partijen en muilkorfde de pers. Op 3 oktober werd het land omgedoopt tot Koninkrijk Joegoslavië om de (gewenste) eenheid ervan te benadrukken.
Hoewel Alexanders dictatoriale bewind aanvankelijk niet eens impopulair was, ging het door de wreedheden en vervolgingen al snel mis. Vooral onder de Kroaten groeide de weerstand snel. Ante Pavelić richtte zijn ultranationalistische Ustašabeweging op en riep op tot gewelddadige omverwerping van de Joegoslavische regering. Om dit doel te bereiken plande hij samen met de Binnenlandse Macedonische Revolutionaire Organisatie en vermoedelijk de Italiaanse geheime dienst een moordaanslag op Alexander.

## De aanslag
Op 9 oktober 1934 bezocht de koning Marseille. Hoewel hij door de veiligheidsdiensten was gewaarschuwd voor een aanslag, reed hij samen met de Franse minister van Buitenlandse Zaken Louis Barthou in een open limousine door de straten van Marseille. Daar werd hij door de Bulgaars revolutionair Vlado Tsjernozemski onder vuur genomen. De koning en de Franse minister werden dodelijk getroffen. Een Frans politieofficier velde de dader met een zwaardslag, Tsjernozemski werd overmand door een woedende menigte en stierf nog dezelfde avond aan zijn verwondingen. De aanslag was de eerste in de geschiedenis die op film is vastgelegd. Koning Alexander stierf enige minuten na de aanslag.
Alexander werd opgevolgd door zijn minderjarige zoon Peter II, voor wie de regering werd waargenomen door zijn oom Paul. Hij werd begraven in Oplenac en herbegraven in de hoofdstad Belgrado.

## Kinderen
Koning Alexander en koningin Marie hadden drie kinderen:
- Peter (1923-1970)
- Tomislav (1928-2000)
- André (1929-1990)